# Pantala
Die Gattung Pantala ist eine der neun Gattungen der Unterfamilie Pantalinae. In ihr werden die beiden Arten Pantala flavescens und Pantala hymenaea zusammengefasst. Eingerichtet wurde die Gattung 1861 durch Hagen.
Der wissenschaftliche Name Pantala bedeutet „Alle Flügel“ und spielt auf die großen und langen Flügel an.
Das Verbreitungsgebiet erstreckt sich dank ihrem Migrationsfreudigen Vertreter der Wanderlibelle grob bis zum 40. Breitengrad bzw. zu den 20-°C-Isothermen.

## Merkmale
Die Arten der Pantala werden bis zu 4,5 cm lang und erreichen Flügelspannweiten zwischen 7,2 cm und 8,4 cm. Die Vorderseite des Kopfes ist gelblich bis rötlich. Der Thorax ist meist gelblich/gülden mit einem dunklen Strich und beharrt. Das Abdomen weist eine ähnliche Farbcharakteristik wie der Thorax auf. Die Flügel sind nicht gefärbt und am Ansatz sehr breit. Die Pantala hymenaea haben am Flügelansatz außerdem einen dunklen Fleck.